# Saint-Nicolas (Pas-de-Calais)
Saint-Nicolas of Saint-Nicolas-lez-Arras (Nederlands: Sint-Niklaas)  is een gemeente in het Franse departement Pas-de-Calais (regio Hauts-de-France). De plaats maakt deel uit van het arrondissement Arras (Atrecht). Saint-Nicolas telde op 1 januari 2022 4.548 inwoners.

## Geografie
De oppervlakte van Saint-Nicolas bedroeg op 1 januari 2022 3,19 vierkante kilometer; de bevolkingsdichtheid was toen 1.425,7 inwoners per km².

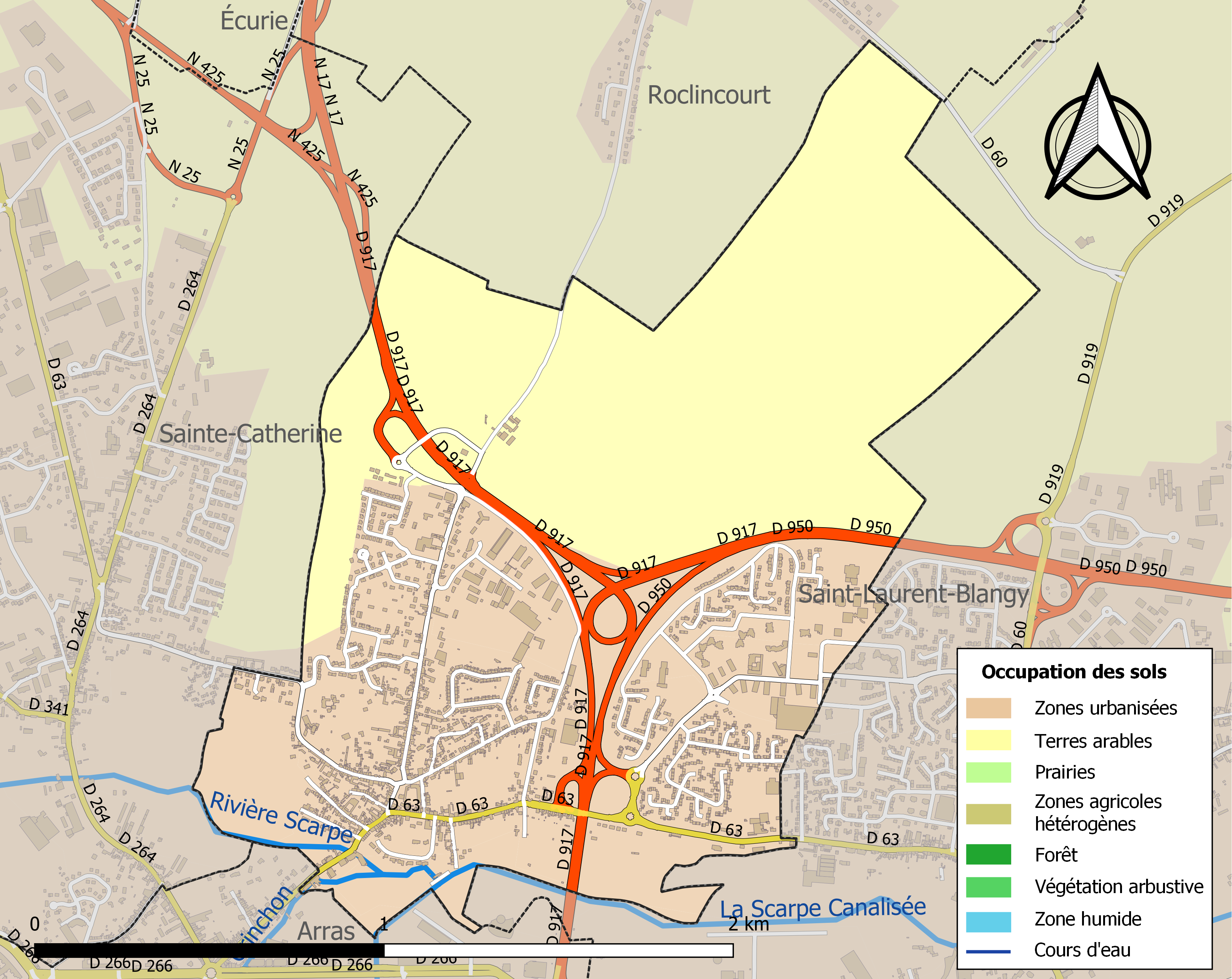
Kaart van de gemeente met belangrijkste infrastructuur, bodemgebruik en omliggende gemeenten

## Demografie
Onderstaande figuur toont het verloop van het inwonertal (bron: INSEE-tellingen).